# Volleybalvereniging Taurus (maschile)
Il Volleybalvereniging Taurus è una società pallavolistica maschile olandese, con sede a Houten: milita nel campionato olandese di Topdivisie.

## Palmarès
- Coppa dei Paesi Bassi: 1

2017-18